# 阮忠直

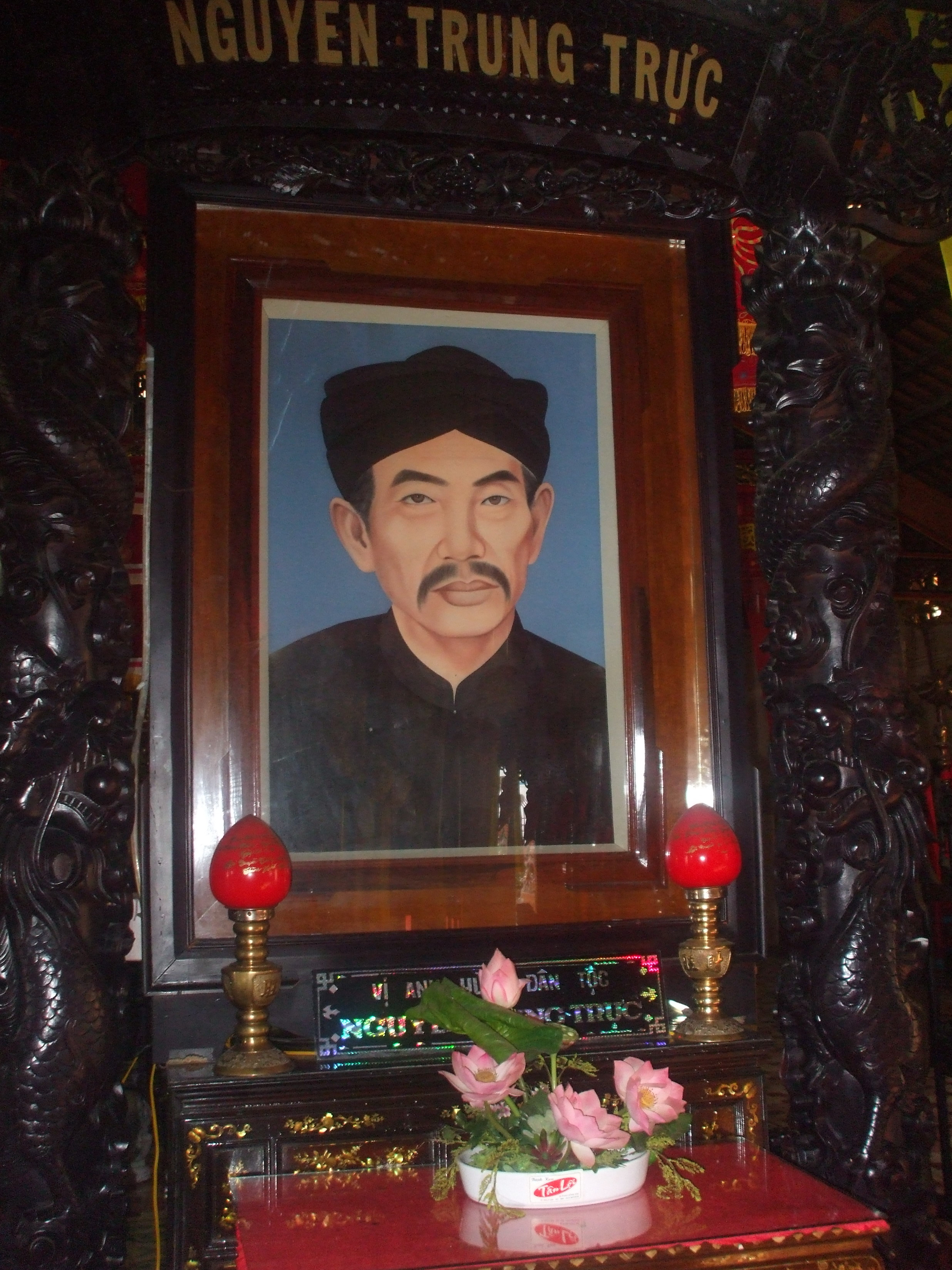
阮忠直

阮忠直（越南语：／；1837年—1868年10月27日）越南阮朝的軍事人物、抗法民兵組織首領.
阮忠直本是南圻的一位漁夫。在1861年法國侵略南圻的時候，張定號召南圻人起兵反抗法國的侵略。阮忠直糾集民兵響應了這場起義。他以新安為據點，對法軍發起遊擊戰。阮忠直的義兵主要活躍於新安和瀝架，給予了法軍巨大震懾。
1862年，阮朝代表潘清簡、林维浃在西貢簽訂了《西貢條約》，將南圻的嘉定、定祥、邊和三省割讓給法國，大量法國商人湧入南圻。雖然嗣德帝降旨要求南圻民兵放棄抵抗，但阮忠直仍率義兵攻擊法國人。
1868年，阮忠直襲擊了駐紮在瀝架的法軍據點，殺死了法軍任命的官員和30名士兵。法軍逮捕了阮忠直的母親當人質，欲迫使他投降，但遭拒絕。法軍攻破據點，阮忠直被俘，於1868年10月27日被處死。
嗣德帝得知阮忠直的死訊後，作詩稱讚了他的功績。而如今的越共也對阮忠直評價很高，今日河內市有一條路被命名為阮忠直路。